# 15 Samodzielny Batalion Piechoty Zmotoryzowanej (Ukraina)
15 Samodzielny Batalion Piechoty Zmotoryzowanej „Sumy” – batalion Wojsk Lądowych Ukrainy, podporządkowany 92 Samodzielnej Brygadzie Zmechanizowanej. Jako batalion obrony terytorialnej brał udział w konflikcie na wschodniej Ukrainie. Batalion stacjonuje w obwodzie sumskim.

## Wykorzystanie bojowe
Od 9 czerwca 2014 roku batalion stacjonował niedaleko Ługańska przy granicy z Federacją Rosyjską. Początkowo rozdzielony był na dwie części, rozmieszczone ok. 100 km od siebie. W lipcu ok. dwudziestu żołnierzy batalionu stacjonowało w miejscowości Miłowe. W nocy z 8 na 9 sierpnia ostrzelano tam z broni palnej i granatników jedną z pozycji batalionu. 4 grudnia jeden z jego żołnierzy doznał urazu głowy. Przetransportowano go do szpitala, gdzie zmarł w nocy z 7 na 8 grudnia.